# Pyronille et Pyrax
Pyrax est une des 1025 espèces de Pokémon connues à ce jour. Il apparaît uniquement dans Pokémon Noir et Blanc. Il est l'évolution de Pyronille au niveau 59.

## Description

### Pyrax
Pyrax est un insecte géant, l'un des plus gros parmi tous les Pokémon de ce type. Ses ailes sont rouge-orange, son abdomen est bleu, il porte un fin duvet blanc, quatre pattes très courtes, et deux antennes de la couleur de ses ailes. Les spécimens chromatiques ont du jaune à la place de l'orange et son abdomen devient violet. Ils vivent dans les milieux chauds et reclus, comme les ruines abandonnées des déserts. Ils dégagent du vent très chaud en battant de leurs ailes découpées.

## Apparitions

### Jeux vidéo
Pyronille et Pyrax apparaissent dans série de jeux vidéo Pokémon. D'abord en japonais, puis traduits en plusieurs autres langues, ces jeux ont été vendus à plus de 200 millions d'exemplaires à travers le monde.

### Série télévisée et films
La série télévisée Pokémon ainsi que les films sont des aventures séparées de la plupart des autres versions de Pokémon et mettent en scène Sacha en tant que personnage principal. Sacha et ses compagnons voyagent à travers le monde Pokémon en combattant d'autres dresseurs Pokémon.